# SD戰國傳 武神降臨篇
《SD戰國傳 武神降臨篇》是2009年SD高達系列的作品。角色背景，是包括光之七人眾等武者，受到異世界（戰國時代）的武者附身，對抗織田信長的故事。同時迎合日本正在播放的大河劇《天地人》所推出。
本故事的設定，是套用自當年Sunrise推出的電影「天與地」上映期間，為了宣傳電影，便在「SD戰國傳 風林火山篇」中，新增了武田信玄與上杉謙信附身在武者頑馱無與武者精太身上，成為信玄頑駄無及謙信頑駄無的安排。
本作全部角色模型，均取自武者烈傳 舞化武可篇、武者戰記 光之變幻篇等角色，以舊模加新件方式推出。另外，模型說明書未有漫畫故事、或推出單行本連載，是SD戰國傳系列的異數。因此在愛好者當中評價，遠遜於同年推出的長篇系列BB戰士三國傳，最後本作僅推出至德川家康頑駄無便草草完結，令計劃中商品化的本多忠勝頑駄無、以及石川五右衛門頑駄無，亦推出無期。

## 人物

### 武田軍
武田信玄頑駄無 （使用BB戰士No.267烈火武者頑駄無的模件）
全部武將頑馱無的領袖，深得眾望，討厭邪惡，反對為了奪取性命而進行的戰爭。
稱號：甲斐之虎
武器：
來國長（烈火刀）：山城國著名刀匠「來流一派」鑄造的名刀，經常陪伴信玄東征西討。
虎吼扇：信玄用的軍扇，只要一揮舞就會激起巨大旋風，尤其絕技「虎舞激嵐」更足以吹走敵陣。
虎炎之薙刀：
幟：風林火山
必殺：虎舞激嵐
真田幸村頑駄無 （使用BB戰士No.275龍神導師仁宇的模件）
即使身處極為不利的處境，仍不失果斷、擁有極強意志力的武者，熱血之魂經常感染身邊所有人。
稱號：真田之赤備
武器：
十字槍：幸村的紅槍，原本是十字槍頭，在捕捉傳說中的神龍期間，槍的右邊刀刃斷掉，便成形現在的形狀。
武具：
武者幻龍：幸村昔日捕捉的神龍，其實是寄宿著被家康幽禁至死的父親、真田昌幸頑馱無的靈魂。
幟：
必殺：龍神變幻：真田幸村與幻龍合體的型態。

### 上杉軍
上杉謙信頑駄無 （使用BB戰士No.271疾風劍豪精太的模件）
信玄的宿命對手，兼有身為武者與軍師的超卓才能，討厭卑鄙的作戰方式以及無意義的戰鬥。
稱號：越後之龍
武器：
姬鷹一文字（赤龍刀）：刀匠在鍛冶時，因為拒絕將刀交予出現在眼前的精靈姬鶴而得名。
邪心清水之弓
坐騎：
神風（疾風號）：謙信的愛馬，在川中島決戰時曾載著主人，突破信玄本陣並直達信玄本人。
幟：毘沙門天
必殺：輝水惡烈波
直江兼續頑駄無 （使用BB戰士No.282天翔狩人摩亞屈的模件）
即使犧牲自己利益，仍一心為主君及人民捨身而戰，推祟「義」之理，亦會對信念，相當忠實地恪守的男子，即使面對強敵，仍會保持冷靜沉著。
SD戰國傳 武者七人眾篇中，摩亞屈的藍本角色為黑田長政，由於本作需要配合劇集天地人宣傳，便改為直江兼續。
稱號：義將之証
武器：後家兼光X2（壱式、二式）：豐臣秀吉頑馱無因為賞識兼續的才能，而送贈的一對名刀，揮舞時可以輕易深入敵陣。
兜：愛之前立：刻上「愛」字的頭盔，以提醒自己不忘上杉謙信頑馱無的教導，同時亦象徵著兼續的做人信念。
必殺：天‧翔‧斬

### 織田軍
織田信長頑駄無 （使用BB戰士No.286頑駄無大將軍 頑駄無異步流武版模件）
只相信任何阻礙自己獨步天下的障礙都要全部排除、殘忍的邪惡武者，但他的一切行為動機，始終不為人所知。
稱號：第六天魔王
武器：
長谷部國重：別名「圧切長谷部」，是源自於一次某位奉茶者某次侍奉不周，出於懼怕而想跨過木柵逃去，結果被信長以此刀在瞬間斬殺而得名。
兜：
織田木瓜之前立兜：以織田家家紋造成的裝飾。
必殺：天下布武
豐臣秀吉頑駄無 （使用BB战士No.100千生大将军模件）
經歷與眾多猛將交戰後，繼承信長而得到統一天下成果的武者，政治力、戰術力、判斷力都極之強勁。
稱號：太閤秀吉
武器：
三日月宗近：既是名刀，也是足利將軍的家寶，在混亂的戰國時代，由家臣上獻予秀吉。
馬簾之後立
武具：
大爆火蜥蜴：秀吉的拍檔，可賦予秀吉強大的力量，在情緒高漲至極限時，會使全身被火炎包裹。
必殺：千手轟炎破：與大爆火蜥蜴合體成超武將型態、所使出的絕技，一擊足以令數座城池陷落。
德川家康頑駄無 （使用BB戰士No.199第一頑駄無大將軍的模件）
稱號：東照權現
武器：童子切安綱
兜：羊齒之前立
坐騎：白石
超武將形態：人馬一体
必殺：雷激閃光斬

### 其他勢力
伊達政宗頑駄無 （使用BB戰士No.279隱密忍者農丸模件）
在右眼戴著眼罩的武者，亦因此有著比常人更超卓的視界集中力，亦以此而獲得獨眼龍稱號。
武者系列中，以伊達政宗為藍本的角色，為頑馱無真惡參（烈傳中改為子孫「武者銳驅主」），農丸的原型角色則為柳生十兵衛，然而由於銳驅主未有商品化，便改以前者成為伊達政宗頑馱無。
稱號：奧州之月光、獨眼龍
武器：
鞍切影秀（銃劍．矢威刃）：政宗的愛刀，既可在騎馬時揮斬，同能將對手的戰馬，連馬帶鞍地劈開。
巨大盾（二式大手裡劍）
道具：
青獅子：又名小十郎，政宗的寵物，亦是作戰時的伙伴。
必殺：雷鳴円月波
本多忠勝頑駄無 （使用BB戰士No.284鉄機武者齋胡模件，未有推出）
石川五右衛門頑駄無 （使用BB戰士No.278剛熱機械師駄舞留精太模件，未有推出）
足輕大將 璽武
各軍團屬下的足輕大將，各勢力下的鎧甲都有所不同（織田軍為黑色、武田軍為紅色、上杉軍為水藍色）。
原型是BB戰士三國傳部隊兵，少量改造而成。
足輕兵暴留
武田、上杉、伊達軍雜兵，帽前寫上所屬勢力的平假名名稱。
原型是武者烈傳 舞化武可篇原定與霧丸同綑推出，最後取消計劃的迷你角色。
足輕兵雜魚
織田、豐臣軍的雜兵，與暴留一樣，帽前寫上所屬勢力的平假名名稱。
原型是武者烈傳 舞化武可篇原定與霧丸同綑推出，最後取消計劃的迷你角色。